# 조천초등학교
조천초등학교(朝天初等學校)는 대한민국 제주특별자치도 제주시 조천읍 조천리에 있는 공립 초등학교이다.

## 학교 연혁
- 1906년 3월 1일 사립 의흥학교 설립
- 1922년 11월 1일 조천공립보통학교 개교(설립인가 6월 20일)
- 1938년 4월 1일 조천공립심상소학교 교명 변경
- 1941년 4월 1일 조천공립국민학교 교명 변경
- 1950년 5월 1일 조천국민학교 교명 변경
- 1964년 9월 1일 교래분교장 설치
- 1965년 3월 9일 신흥분교장 설치
- 1981년 3월 10일 병설유치원 개원(1학급)
- 1983년 3월 1일 신흥국민학교 조천교신흥분교장으로 개편
- 1996년 3월 1일 조천초등학교 교명 변경
- 2010년 3월 1일 신흥분교장 본교에 통폐합
- 2017년 2월 7일 제93회 졸업(총8,420명 졸업)
- 2017년 3월 1일 13학급(특수학급 포함) 편제
- 2018년 1월 7일 제94회 졸업(남 13명, 여 32명 총 8,465명 졸업)
- 2018년 3월 1일 양영철 교장 부임

## 참고 자료
- 조천초등학교 - 한국교육학술정보원 학교알리미